# Haratjärnen, Jämtland
Haratjärnen är en sjö i Åre kommun i Jämtland och ingår i Indalsälvens huvudavrinningsområde. Sjön har en area på 0,0623 kvadratkilometer och ligger 493,6 meter över havet.

## Delavrinningsområde
Haratjärnen ingår i det delavrinningsområde (701174-140560) som SMHI kallar för Ovan 701642-140210. Medelhöjden är 397 meter över havet och ytan är 49,92 kvadratkilometer. Räknas de 117 avrinningsområdena uppströms in blir den ackumulerade arean 767,76 kvadratkilometer. Dammån (Storån) som avvattnar avrinningsområdet har biflödesordning 2, vilket innebär att vattnet flödar genom totalt 2 vattendrag innan det når havet efter 273 kilometer. Avrinningsområdet består mestadels av skog (81 procent). Avrinningsområdet har 0,61 kvadratkilometer vattenytor vilket ger det en sjöprocent på 1,2 procent.